# Сидоров, Николай Александрович (математик)
Сидоров Николай Александрович (род. 1940, г. Иркутск) —  заслуженный профессор Иркутского госуниверситета, заслуженный деятель науки Российской Федерации, доктор физико-математических наук, профессор, почетный работник высшего профессионального образования Российской Федерации, награжден почётным нагрудным знаком «За отличные успехи в области высшего образования СССР» и рядом грамот образовательных и научных учреждений. Его отец Сидоров Александр Григорьевич  работал с 1939 г. начальником планового отдела Иркутского авиационного завода, позднее зав. отделом легкой промышленности области, а мать Кузьмичева Юлия Федоровна работала врачом-неврологом в группе известного ученого-медика Х.Г.Ходоса.  После окончания   средней школы № 11 с медалью в 1957 г. Н.А. Сидоров был зачислен без экзаменов на физико-математический факультет Иркутского университета. В 1962 г.  окончил с отличием этот факультет и по 1964 г. работал младшим научным сотрудником в НИИ-2 Министерства обороны СССР.  В этот период Сидоров Н.А. регулярно посещал научные семинары проходившие в МГУ, ВЦ АН СССР, Институте математики им. Стеклова АН СССР и других научных учреждений. Большое значение на формирование его мировоззрения оказало и общение с учеником Н.Е. Жуковского профессором Апполинарием Константиновичем Мартыновым. Мартынов А.К. работал в ЦАГИ с 1923 по 1991 г.  и воспитал целую плеяду крупных ученых и инженеров. В 1967 г. Сидоров Н.А. защитил кандидатскую диссертацию «Аналитические методы в теории ветвления решений некоторых классов интегро-дифференциальных и интегральных уравнений», руководитель кандидатской диссертации профессор  В. В. Васильев.  Оппонентом выступал профессор МФТИ Владилен Александрович Треногин. После защиты кандидатской диссертации Н.А. Сидоров, работая в содружестве с В. А. Треногиным, занялся новым кругом задач, связанным с вырожденными дифференциально-операторными уравнениями, нелинейным функциональным анализом и его приложениями, регуляризацией некорректных задач. В 1983 г. Н. А. Сидоров защитил докторскую диссертацию «Приближенное решение задач теории ветвления и их регуляризация» в Институте математики и механики Уральского отделения АН СССР. Оппонентами выступили академик М. М. Лаврентьев, член-корр. АН СССР В. К. Иванов, проф. А. М. Тер-Крикоров, ведущей организацией МГУ (академик А. Н. Тихонов и академик В. А. Ильин). Это была первая защита докторской диссертации по математике преподавателем Иркутского университета. В 1985 году ему было присвоено ученое звание профессора по кафедре математического анализа.
Н. А. Сидоров избран членом Американского математического общества, членом Международной Академии Нелинейных Наук, членом-корреспондентом АН Высшей школы РФ, членом Научно-методического совета по математике Министерства образования и науки РФ. Н. А. Сидоров — автор пяти монографий и свыше 200 работ по теоретической и прикладной математике. 
Основные работы посвящены теории ветвления решений нелинейных уравнений. Им доказаны общие теоремы существования точек, кривых и поверхностей бифуркации путем исследования уравнения разветвления, приведенного к канонической форме, с помощью комбинации аналитических, топологических и алгебраических методов. В методе доказательства теорем впервые применил изучение жордановой и скелетной структуры линеаризованной задачи,  индекс Кронекера–Пуанкаре, индекс Морса–Конли и отыскание точек условного экстремума определенных функций, отвечающих уравнению разветвления. Его метод применим и в случае векторного параметра, когда точки бифуркации решения могут заполнять кривые или поверхности, позволяет построить асимптотику  ветвей решения , исследовать их устойчивость и разрушение. Общая теория применена к задаче о ветвлении решений классов нелинейных эллиптических уравнений и в приложениях, доказаны теоремы существования и построена асимптотика решений краевой задачи Кармана для систем с бигармоническим оператором, построены решения интегрального уравнения компенсации из теории сверхпроводимости, проведен бифуркационный анализ некоторых краевых задач для кинетических систем Власова–Максвелла, описывающих поведение многокомпонентной плазмы. Проведен анализ появления свободных параметров в разветвляющихся решениях общих классов нелинейных уравнений в банаховых пространствах на основе построенной для этой цели теории сплетаемых уравнений разветвления. Разработал основы теории итерационных методов в окрестности точек ветвления решений нелинейных уравнений, предложил методы последовательных приближений с явной и неявной параметризацией ветвей и методы регуляризации вычислений в окрестности точек ветвления, обеспечивающие равномерную аппроксимацию ветвей решения. Им построены основы теории дифференциально-операторных уравнений с необратимым оператором при главной части, доказаны теоремы существования в линейном и нелинейном случаях, предложены способы сведения этой задачи к обыкновенным дифференциальным уравнениям бесконечного порядка, к "скалярным" интегральным уравнениям, к дифференциальным уравнениям с особой точкой, разработан метод построения классических и обобщенных решений на основе исследования жордановой и скелетной структуры операторных коэффициентов линеаризации исходного уравнения. Некоторые результаты этих работ вошли в фундаментальные монографии Nikolay Sidorov et al.  «Lyapunov-Schmidt Methods in Nonlinear Analysis and Applications», Kluwer Academic Publishers, Dordrecht, Boston, London, ser. Mathematics and its Applications, v.550, 2002; 
«Toward General Theory of Differential-Operator and Kinetic Models», World Scientific Ser. on Non-linear Science, Singapore, v.97, 2020. Общая теория применена к задаче о ветвлении решений классов нелинейных эллиптических уравнений и в приложениях, существенная часть которых связана с бифуркационным анализом задач механики и математической физики.
Член редакционных коллегий журнала Средневолжского математического общества и журнала Известия Иркутского государственного университета (серия «Математика»).
Женат на Ирине Сергеевне Шустиковой (вып. Мехмат МГУ 1968) внучке известного механика Шустикова Сократа Андреевича. У Н.А.Сидорова два сына: к.и.н., доцент ИРНИТУ  Андрей Николаевич Сидоров (род. 1973), и д.ф-м.н., главный научный сотрудник Института систем энергетики им. Л. А. Мелентьева  СО РАН, Профессор РАН Денис Николаевич Сидоров (род. 1974).